# Vaszilij Pavlovics Vasziljev
Vaszilij Pavlovics Vasziljev (Василий Павлович Васильев; Nyizsnyij Novgorod, 1818. március 4. – Szentpétervár, 1900. május 10.) orosz sinológus.

## Élete és munkássága
1834-ben kezdete meg egyetemi tanulmányait a Kazáni Egyetem keleti tanszékén, amely Oroszország első orientalisztikai műhelye volt. 1840-től 1850-ig tíz évet töltött a pekingi ortodox misszióban, amely idő alatt lehetősége volt számos, nehezen hozzáférhető buddhista kéziratot tanulmányoznia. Amikor 
1850-ben visszatért Oroszországba kinevezték a Kazáni Egyetem kínai filológia fakultásának vezetőjévé. 1886-ban a Szentpétervári Tudományos Akadémia tagjai közé választotta. 1878-tól 1893-ig a Szentpétervári Egyetem orientalisztikai tanszékének vezetője volt. Tudományos fő műve a három kötetben megjelent buddhizmus története (1857, 1860, 1865), melynek első kötetét a megjelenés követően nem sokkal már németre és franciára is lefordítottak. Másik jelentős művében az iszlám kínai jelenlétéről értekezik. Ez a műve Islam in China címen 1958-ban angolul is megjelent. Számos munkája kéziratban maradt és halála után elveszett.
Vasziljev unokája volt Nyikolaj Alekszandrovics Vasziljev (1880–1940), a híres logikai gondolkodó, filozófus és költő.

## Fordítás
- Ez a szócikk részben vagy egészben  a(z)   Васильев, Василий Павлович című orosz Wikipédia-szócikk ezen változatának fordításán alapul.  Az eredeti cikk szerkesztőit annak laptörténete sorolja fel. Ez a jelzés csupán a megfogalmazás eredetét és a szerzői jogokat jelzi, nem szolgál a cikkben szereplő információk forrásmegjelöléseként.
- Ez a szócikk részben vagy egészben  a   Vasily Vasilyev című angol Wikipédia-szócikk ezen változatának fordításán alapul.  Az eredeti cikk szerkesztőit annak laptörténete sorolja fel. Ez a jelzés csupán a megfogalmazás eredetét és a szerzői jogokat jelzi, nem szolgál a cikkben szereplő információk forrásmegjelöléseként.